# Violència religiosa

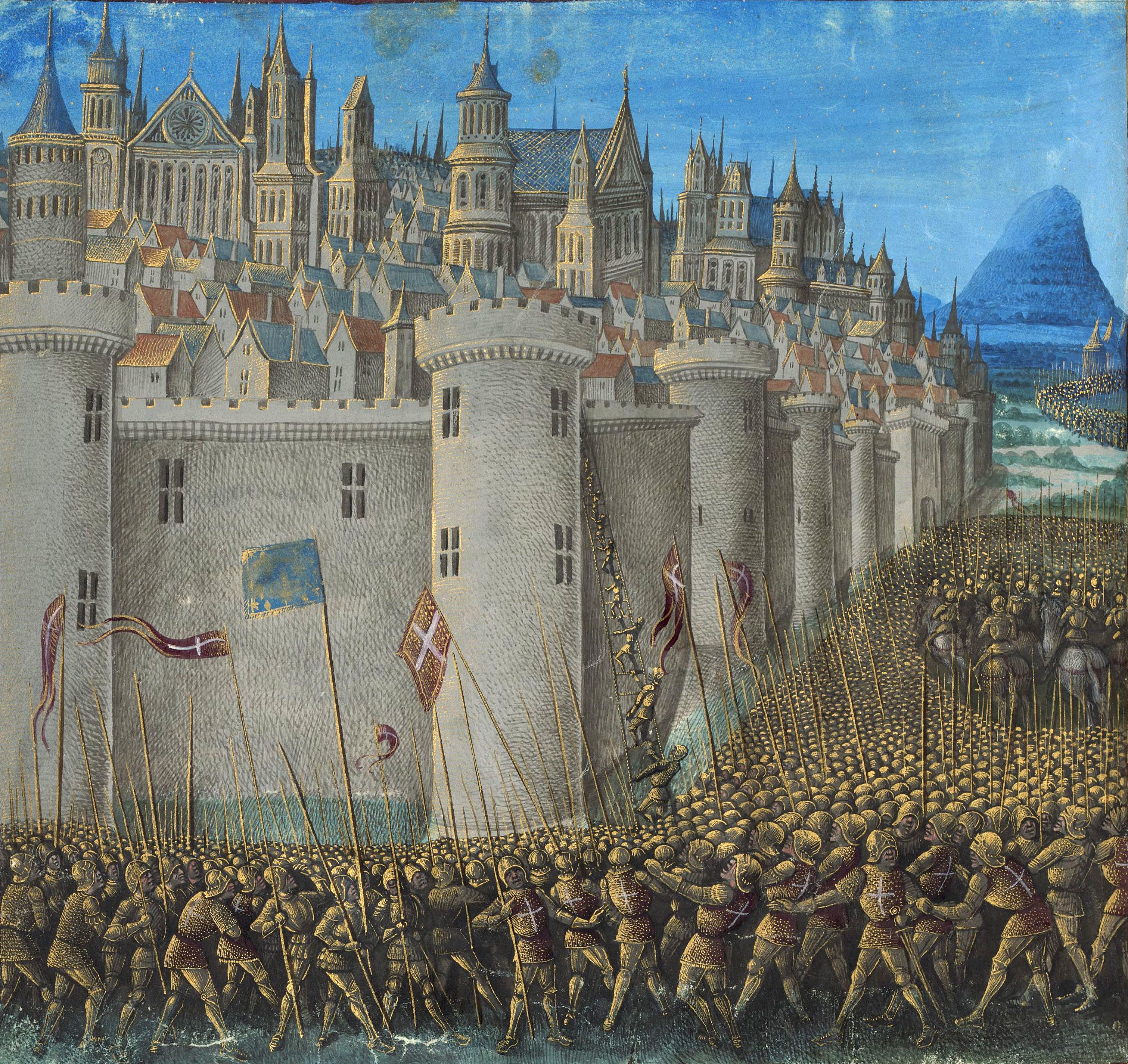
Les Croades foren una sèrie de campanyes militars lluitades principalment entre cristians europeus i musulmans. El mostrat ací és una escena de batalla de la Primera Croada

. La violència religiosa (també dita violència comunal) és un terme que cobreix tots els fenòmens en què la religió, en qualsevol de les seves formes, és el subjecte o l'objecte de la conducta violenta. La violència religiosa inclou la violència motivada pels preceptes religiosos, textos o doctrines. També inclou la violència contra les institucions religioses, persones o objectes, quan la violència està motivada per l'aspecte religiós de l'objectiu de la violència, així com les guerres de religió.
La violència religiosa, igual que tots els tipus de violència és un procés cultural inherentment, el significat del qual són dependent del context. La violència religiosa sovint tendeix a posar gran èmfasi en els aspectes simbòlics de l'acte. La violència religiosa és principalment el domini dels "actors" violents, que es poden distingir entre formes individuals i col·lectives de violència. És un grau del conflicte religiós.

## Definició de violència
Ralph Tanner cita la definició de la violència en el Diccionari Anglès Oxford com anant "molt més enllà de (la imposició de) el dolor i el vessament de sang". Ell argumenta, que tot i que la violència abasta clarament un malbé a persones o béns, aquesta també inclou "una interferència violenta en la llibertat personal, una conducta/passió (o llenguatge) violent/a (i) finalment, la passió o ira."
De la mateixa manera, Abhijit Nayak escriu que:

La paraula "violència" es pot definir d'estendre's molt més enllà del dolor i el vessament de sang. En porta el significat de la força física, el llenguatge violent, la fúria i, més important, la interferència violenta.